# Oregon Route 218

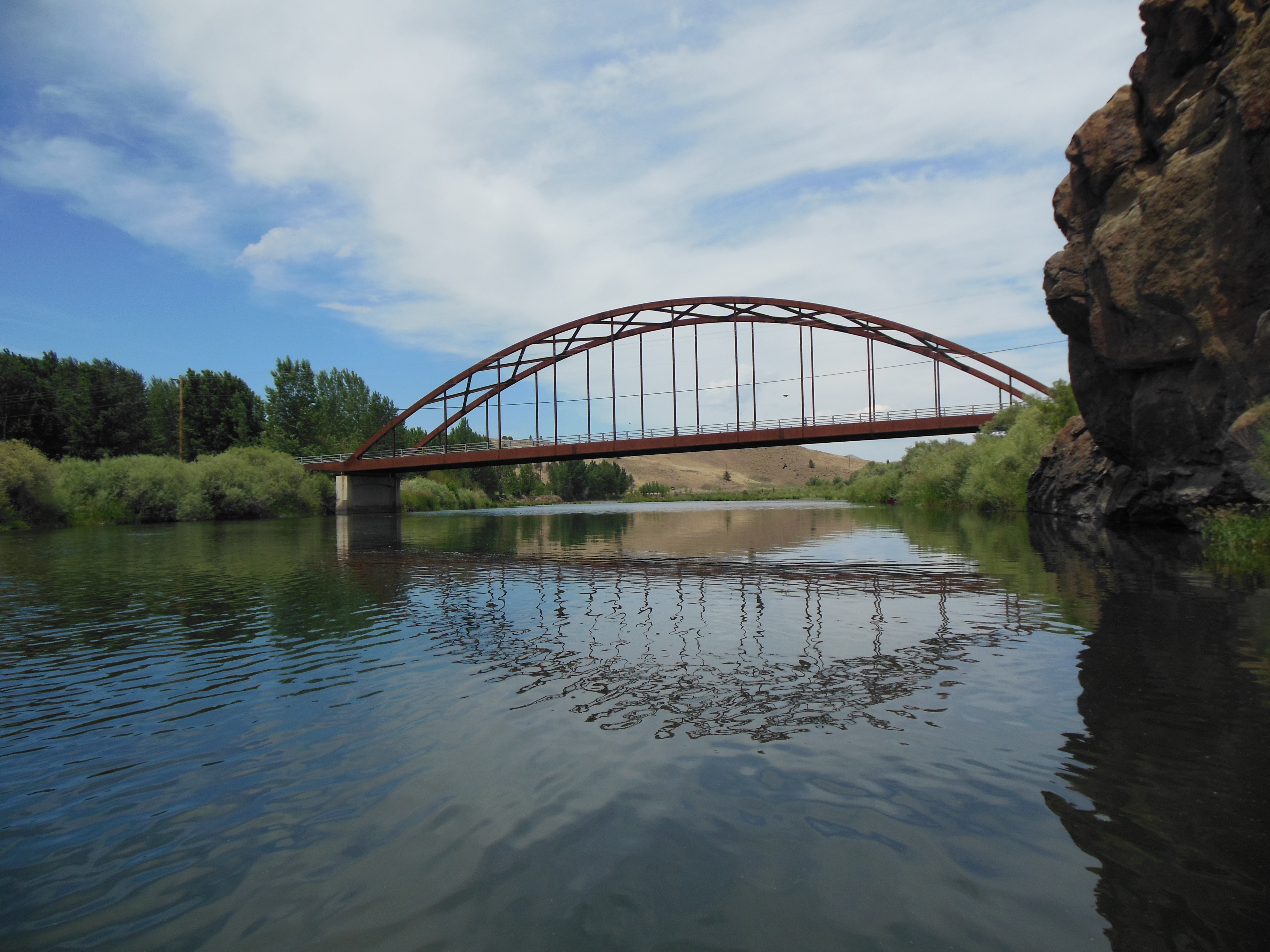
A John Day-folyón átívelő Clarno híd

Az Oregon Route 218 (OR-218) egy oregoni állami országút, amely kelet–nyugati irányban a 97-es szövetségi országút shanikói kereszteződésétől a 19-es út fossili csomópontjáig halad.
A szakasz Shaniko–Fossil Highway No. 291 néven is ismert.

## Leírás
Az útvonal a 97-es szövetségi országút shanikói elágazásánál kezdődik. Miután dél felé haladva eléri Antelope-ot, a 293-as út willowdale-i kereszteződésében kelet felé fut tovább. Az út számos kanyar után Clarnóba érkezik, majd a John Day-folyó keresztezése után északkeletre fordul, majd egy északnyugati kanyar után az északra elhelyezkedő Fossilba érkezik, ahonnan a 19-es útra fordulva Condon felé lehet továbbhaladni.